# Vadalj
Vadalj falu Horvátországban Šibenik-Knin megyében. Közigazgatásilag Primoštenhez tartozik.

## Fekvése
Šibenik központjától légvonalban 19, közúton 27 km-re délkeletre, községközpontjától 6 km-re keletre Dalmácia középső részén fekszik.

## Története
A településnek 1880-ban 62, 1910-ben 117 lakosa volt. Az I. világháború után rövid ideig az Olasz Királyság, ezután a Szerb-Horvát-Szlovén Királyság, majd Jugoszlávia része lett. A település lakossága 2011-ben 93 fő volt.

## Lakosság
| Lakosság változása | Lakosság változása | Lakosság változása | Lakosság változása | Lakosság változása | Lakosság változása | Lakosság változása | Lakosság változása | Lakosság változása | Lakosság változása | Lakosság változása | Lakosság változása | Lakosság változása | Lakosság változása | Lakosság változása | Lakosság változása |
| ------------------ | ------------------ | ------------------ | ------------------ | ------------------ | ------------------ | ------------------ | ------------------ | ------------------ | ------------------ | ------------------ | ------------------ | ------------------ | ------------------ | ------------------ | ------------------ |
| 1857               | 1869               | 1880               | 1890               | 1900               | 1910               | 1921               | 1931               | 1948               | 1953               | 1961               | 1971               | 1981               | 1991               | 2001               | 2011               |
| 0                  | 0                  | 62                 | 63                 | 67                 | 117                | 0                  | 0                  | 201                | 209                | 178                | 145                | 113                | 90                 | 72                 | 93                 |

## Nevezetességei
A Miasszonyunk tiszteletére szentelt fogadalmi kápolnája előtte a Lorettói Szűzanya szobrával.